# Alena Housová
Alena Housová (* 22. April 1979 in Turnov, Tschechoslowakei) ist eine ehemalige tschechische Skibobfahrerin. Mit 30 Weltmeistertiteln und mehr als 60 Weltcupsiegen ist die erfolgreichste Athletin in der Geschichte der nichtolympischen Sportart. Außerdem gewann sie zwischen 2000 und 2014 zehnmal den Skibob-Gesamtweltcup.

## Biografie
Die für den TJ Sokol Jablonec nad Jizerou startende Alena Housová gewann im Alter von 16 Jahren bei den Weltmeisterschaften 1996 in Villach ihre ersten beiden Silbermedaillen. Sowohl im Slalom als auch in der Kombinationswertung musste sie sich nur ihrer überlegenen Landsfrau Irena Francová geschlagen geben. In den folgenden beiden Jahren holte sie weitere Medaillen, 1999 gelang ihr in Adelboden im Super-G und in der Kombination der Gewinn ihrer ersten beiden Weltmeistertitel. Im darauffolgenden Winter gewann sie erstmals den Gesamtweltcup.
Nach überstandener Knieverletzung holte Housová 2002 bei ihren Heimweltmeisterschaften in Špindlerův Mlýn Gold im Slalom und in der Kombination. 2002/03 entschied sie zum zweiten Mal den Gesamtweltcup für sich und gewann bei den Weltmeisterschaften in Wisła erstmals drei Goldmedaillen. Lediglich im Riesenslalom blieb sie als Zweitplatzierte hinter ihrer Landsfrau Petra Poláková zurück. In den folgenden fünf Jahren dominierte sie den Skibob-Weltcup, verteidigte fünfmal ihren Sieg in der Gesamtwertung und gewann die meisten Rennen, an denen sie teilnahm. 2004 gewann sie neben zwei weiteren Goldmedaillen ihren ersten Weltmeistertitel im Riesenslalom. Bei den Weltmeisterschaften 2006 in Grächen holte sie erstmals in ihrer Karriere fünf von fünf möglichen Medaillen, vier davon in Gold. Auch ein Jahr später in Aigen im Mühlkreis gelangen ihr fünf WM-Medaillengewinne, wobei sie in der Abfahrt den letzten noch fehlenden Titel erringen konnte. Im Winter 2008/09 musste sie sich im Gesamtweltcup der Österreicherin Iris Lienhard geschlagen geben, im folgenden Jahr bestritt sie lediglich drei Weltcup-Rennen, von denen sie zwei gewann.
2010/11 feierte Alena Housová zum zweiten Mal in ihrer Karriere zehn Weltcupsiege binnen einer einzigen Saison. Zudem holte sie bei den Weltmeisterschaften in Nauders drei weitere Goldmedaillen. Zu Beginn der folgenden Saison hatte sie mit einer Knieverletzung zu kämpfen und verlor den Gesamtweltcup 2012 an Lisa Zaff. Im Rahmen der Weltmeisterschaften in Aigen und Deštné v Orlických horách war sie aber erneut die erfolgreichste Teilnehmerin und überbot mit ihren Titeln 21 bis 23 die tschechischen Radball-Gebrüder Pospíšil. 2013 kehrte sie an die Spitze des Gesamtweltcups zurück und gewann bei den Weltmeisterschaften in Bad Hofgastein alle drei Rennen plus Kombination. Mit ihren Titeln 26 und 27 übertraf sie die bisherige Skibob-Rekordhalterin Irena Francová. Im März 2014 gewann sie zum zehnten Mal den Gesamtweltcup und holte in Spital am Semmering ihre letzten drei WM-Goldmedaillen. Nach den Heimrennen in Jablonec nad Jizerou ging sie in den Mutterschaftsurlaub und trat nicht mehr im Weltcup an.
Alena Housová lebt in Semily und arbeitet als Buchhalterin für ein Unternehmen in Liberec. Ihr Bruder Aleš Housa war ebenfalls als Skibobfahrer aktiv und wurde zwischen 2001 und 2016 dreimal Weltmeister.

## Erfolge

### Weltmeisterschaften
- 30 Goldmedaillen (1 Abfahrt, 7 Super-G, 5 Riesenslalom, 8 Slalom, 9 Kombination)
- 17 Silbermedaillen (1 Abfahrt, 4 Super-G, 6 Riesenslalom, 3 Slalom, 3 Kombination)
- 4 Bronzemedaillen (1 Abfahrt, 1 Riesenslalom, 2 Slalom)

...
- Gosau 2004: 1. Riesenslalom, 1. Slalom, 1. Kombination, 2. Super-G
- Grächen 2006: 1. Super-G, 1. Riesenslalom, 1. Slalom, 1. Kombination, 3. Abfahrt
- Aigen im Mühlkreis 2007: 1. Abfahrt, 1. Super-G, 2. Riesenslalom, 2. Slalom, 2. Kombination
- Ustroń 2009: 3. Slalom, 4. Super-G, 4. Riesenslalom, 4. Kombination
- Nauders 2011: 1. Super-G, 1. Riesenslalom, 1. Kombination, 2. Slalom
- Aigen im Mühlkreis/Deštné v Orlických horách 2012: 1. Riesenslalom, 1. Slalom, 1. Kombination, 2. Super-G
- Bad Hofgastein 2013: 1. Super-G, 1. Riesenslalom, 1. Slalom, 1. Kombination
- Spital am Semmering 2014: 1. Super-G, 1. Slalom, 1. Kombination, 2. Riesenslalom

### Weltcup-Platzierungen
| Saison      | Platz        | Punkte       |
| ----------- | ------------ | ------------ |
| bis 2001/02 | 1 Gesamtsieg | 1 Gesamtsieg |
| 2002/03     | 1.           | 132          |
| 2003/04     | 1.           | 126          |
| 2004/05     | 1.           | 184          |
| 2005/06     | 1.           | 99           |
| 2006/07     | 1.           | 117          |
| 2007/08     | 1.           | 130          |
| 2008/09     | 2.           | 104          |
| 2009/10     | 5.           | 40           |
| 2010/11     | 1.           | 190          |
| 2011/12     | 2.           | 74           |
| 2012/13     | 1.           | 114          |
| 2013/14     | 1.           | 99           |

### Weltcupsiege
Housová errang ab der Saison 2004/05 folgende Weltcupsiege:
| Datum             | Ort                         | Land        | Disziplin             |
| ----------------- | --------------------------- | ----------- | --------------------- |
| 17. Dezember 2004 | Ischgl                      | Österreich  | Riesenslalom          |
| 18. Dezember 2004 | Ischgl                      | Österreich  | Riesenslalom (Sprint) |
| 8. Januar 2005    | Lungötz                     | Österreich  | Slalom                |
| 9. Januar 2005    | Lungötz                     | Österreich  | Super-G               |
| 4. Februar 2005   | Deštné v Orlických horách   | Tschechien  | Slalom                |
| 5. Februar 2005   | Deštné v Orlických horách   | Tschechien  | Riesenslalom          |
| 25. Februar 2005  | Pernitz                     | Österreich  | Riesenslalom          |
| 26. Februar 2005  | Pernitz                     | Österreich  | Super-G               |
| 11. März 2005     | Missen                      | Deutschland | Riesenslalom          |
| 12. März 2005     | Missen                      | Deutschland | Slalom                |
| 16. Dezember 2005 | Wildschönau                 | Österreich  | Riesenslalom          |
| 25. Februar 2006  | Deštné v Orlických horách   | Tschechien  | Riesenslalom          |
| 11. März 2006     | Nesselwang                  | Deutschland | Riesenslalom          |
| 11. März 2006     | Nesselwang                  | Deutschland | Slalom                |
| 17. März 2006     | Westendorf                  | Österreich  | Riesenslalom          |
| 13. Januar 2007   | Kühtai                      | Österreich  | Riesenslalom          |
| 13. Januar 2007   | Kühtai                      | Österreich  | Riesenslalom          |
| 14. Januar 2007   | Kühtai                      | Österreich  | Super-G               |
| 14. Januar 2007   | Kühtai                      | Österreich  | Super-G               |
| 9. Februar 2007   | Kirchberg in Tirol          | Österreich  | Riesenslalom          |
| 10. Februar 2007  | Kirchberg in Tirol          | Österreich  | Super-G               |
| 1. April 2007     | Bad Hofgastein              | Österreich  | Super-G               |
| 15. Dezember 2007 | Maria Alm                   | Österreich  | Riesenslalom          |
| 15. Dezember 2007 | Maria Alm                   | Österreich  | Slalom                |
| 16. Dezember 2007 | Maria Alm                   | Österreich  | Super-G               |
| 20. Januar 2008   | Bad Ragaz                   | Schweiz     | Super-G               |
| 25. Januar 2008   | Kirchberg in Tirol          | Österreich  | Slalom                |
| 26. Januar 2008   | Kirchberg in Tirol          | Österreich  | Super-G               |
| 7. März 2008      | Aigen im Mühlkreis          | Österreich  | Super-G               |
| 8. März 2008      | Aigen im Mühlkreis          | Österreich  | Slalom                |
| 30. Januar 2009   | Kirchberg in Tirol          | Österreich  | Riesenslalom          |
| 7. März 2009      | Erlbach                     | Deutschland | Riesenslalom          |
| 8. März 2009      | Klingenthal                 | Deutschland | Slalom                |
| 14. März 2009     | Aigen im Mühlkreis          | Österreich  | Slalom                |
| 12. März 2010     | Aigen im Mühlkreis          | Österreich  | Riesenslalom          |
| 13. März 2010     | Aigen im Mühlkreis          | Österreich  | Slalom                |
| 29. Januar 2011   | Jablonec nad Jizerou        | Tschechien  | Riesenslalom          |
| 29. Januar 2011   | Jablonec nad Jizerou        | Tschechien  | Riesenslalom          |
| 30. Januar 2011   | Jablonec nad Jizerou        | Tschechien  | Super-G               |
| 12. Februar 2011  | Nauders                     | Österreich  | Riesenslalom (WM)     |
| 13. Februar 2011  | Nauders                     | Österreich  | Super-G (WM)          |
| 11. März 2011     | Aigen im Mühlkreis          | Österreich  | Riesenslalom          |
| 12. März 2011     | Aigen im Mühlkreis          | Österreich  | Slalom                |
| 1. April 2011     | Grächen                     | Schweiz     | Riesenslalom          |
| 2. April 2011     | Grächen                     | Schweiz     | Riesenslalom          |
| 2. April 2011     | Grächen                     | Schweiz     | Super-G               |
| 9. März 2012      | Aigen im Mühlkreis          | Österreich  | Riesenslalom          |
| 10. März 2012     | Aigen im Mühlkreis          | Österreich  | Slalom                |
| 19. Januar 2013   | Neukirchen am Großvenediger | Österreich  | Slalom                |
| 20. Januar 2013   | Neukirchen am Großvenediger | Österreich  | Riesenslalom          |
| 15. Februar 2013  | Bad Leonfelden              | Österreich  | Riesenslalom          |
| 16. Februar 2013  | Bad Leonfelden              | Österreich  | Slalom                |
| 23. Februar 2013  | Nauders                     | Österreich  | Riesenslalom          |
| 9. März 2013      | Aigen im Mühlkreis          | Österreich  | Slalom                |
| 1. Februar 2014   | St. Valentin auf der Haide  | Italien     | Slalom                |
| 8. März 2014      | Nauders                     | Österreich  | Riesenslalom          |
| 9. März 2014      | Nauders                     | Österreich  | Riesenslalom          |
| 14. März 2014     | Jablonec nad Jizerou        | Tschechien  | Riesenslalom          |
| 14. März 2014     | Jablonec nad Jizerou        | Tschechien  | Riesenslalom          |

### Weitere Erfolge
- mehrere tschechische Staatsmeistertitel in allen Disziplinen